# 弗兰肯塔尔附近霍伊谢尔海姆
弗兰肯塔尔附近霍伊谢尔海姆是德国莱茵兰-普法尔茨州的一个市镇。总面积5.76平方公里，总人口1255人，其中男性636人，女性619人（2011年12月31日），人口密度218人/平方公里。